# ミネ医薬品
ミネ医薬品株式会社（ミネいやくひん、商号：くすりのミネグループ）は、東京都渋谷区に本社を置き、東京都および隣接県においてドラッグストア「ミネドラッグ」および調剤薬局「ミネ薬局」をチェーン展開する企業である。一般社団法人日本チェーンドラッグストア協会正会員および日本保険薬局協会（NPhA）正会員。コーポレートスローガンは「健康であることの幸せをこれまでも、これからも。」。
なお、東京都北区に本社を置くミネ薬局も「ミネドラッグ」を展開するが、全くの別会社である。

## 概要
首都圏に特化した店舗展開を行い、東京都内を中心に、神奈川県、千葉県、埼玉県の1都3県に店舗を構える。店舗は東京都内（東京23区および多摩地域）に集中し、鉄道駅付近など利便性を重視した立地のの市街地店舗が大半で、駅ビルや商業ビル、ショッピングセンター内への出店も多い。また病院やクリニックの「門前薬局」として調剤薬局も展開している。
2022年4月現在、東京都外では、神奈川店に6店舗、千葉県に2店舗、埼玉県に2店舗を有する。東京都外の店舗はほとんどが調剤薬局の「ミネ薬局」である。
マスコットキャラクターとして、社名・店名から取った猫の「ミネコ」、シンボルマークをモチーフとした亀の「あゆむくん」が設定されている。

## 沿革
- 1961年（昭和36年）11月9日 - 創業[1][2]。
- 1963年（昭和38年）3月 - 会社設立[1]。